# Спедиция
Спедицията (на английски се превежда като shipping, (cargo) forward) е услуга по уреждане превоза на товари (главно стоки).
Спедиторът е компания-доставчик на транспортни услуги с воден (морски, речен), сухопътен (пътен, железопътен), въздушен транспорт, извършвани от компании-превозвачи. При видове превоз следва да се спазват срокове за доставка, които варират от времеви период, определена дата до точен час.
Превозът по суша е най-удобен и разпространен и може да се осъществи или с влак или с камион. Този вид транспорт обикновено е по-достъпен, отколкото въздушният превоз, но е по-скъп от превоза по вода. При сухопътния транспорт камионите могат да се товарят още при изпращача и да се разтоварят при получателя, което е известно като превоз от врата до врата. Камиони и пикапи (микрокамиони) от всички размери правят доставки за товарните пристанища и летища.
За да се превозва по въздух и вода, е необходимо товарът да се превози (със сухопътен транспорт) от склада до летището или пристанището и след това до неговото местоназначение. Търговското корабоплаване е от най-голямо значение за световната икономика, тъй като чрез него се превозват по-голямата част от товарите в международната търговия. Водният превоз е най-евтин, превозва по-голям обем, тегло и различен вид товари. Въздушният транспорт от своя страна се използва обикновено за стоки, които трябва да бъдат изпратени в рамките на по-кратък срок.